# Rongères
Rongères – miejscowość i gmina we Francji, w regionie Owernia-Rodan-Alpy, w departamencie Allier.

## Demografia
Według danych na rok 1990 gminę zamieszkiwało 570 osób, a gęstość zaludnienia wynosiła 64 osoby/km². W styczniu 2015 r. Rongères zamieszkiwało 608 osób, przy gęstości zaludnienia wynoszącej 68,2 osób/km².